# Calle de Juanelo
La calle de Juanelo es una vía pública de la ciudad española de Madrid, situada en el barrio de Embajadores, distrito Centro, que une la calle de la Espada, al este, con la plaza de Cascorro, al oeste. Está dedicada al inventor cremonés del siglo xvi Juanelo Turriano que, aunque residió en Toledo, parece que también tuvo aquí una casa.

## Historia
Aparece con este nombre en el plano de Texeira, de 1656, y en el de Antonio Espinosa de los Monteros de 1769. Se conocen antecedentes de construcciones particulares desde 1761.

## Ilustres vecinos
Además del inventor cremonés (arquitecto hidráulico, relojero y matemático en la corte de Carlos V y luego de su hijo Felipe II), también tuvieron domicilio en esta calle de Juanelo desgraciados personajes como el pintor Sebastián Muñoz, que murió al caer de un andamio mientras restauraba los techos de la iglesia de Nuestra Señora de Atocha, o la niña prodigio Hildegart Rodríguez Carballeira, nacida en la casa del número 3. En el número 18 vivió el político e ilustrado Gaspar Melchor de Jovellanos, edificio en el que durante años estuvo la Tenencia de alcaldía del distrito.